# Velsen
Velsen (prononcé en néerlandais : [ˈvɛlzə(n)] ) est une commune côtière néerlandaise dans la province de Hollande-Septentrionale. Elle est traversée par le canal de la Mer du Nord. Au 31 janvier 2022, elle compte 68 507 habitants.
Velsen rejoint le mouvement Fab City, suivant l'appel lancé en 2014 par le maire de Barcelone, Xavier Trias, à ce que toutes les villes du monde deviennent autosuffisantes pour 2054.

## Géographie
La commune est constituée des villages et hameaux suivants :
- Au nord du canal :
  - Velsen-Noord,
- au sud du canal :
  - Velsen-Zuid, Driehuis, IJmuiden, Santpoort-Noord, Santpoort-Zuid, Velserbroek, ainsi qu'une partie d'Oosterbroek et du polder de Buitenhuizen.

## Galerie

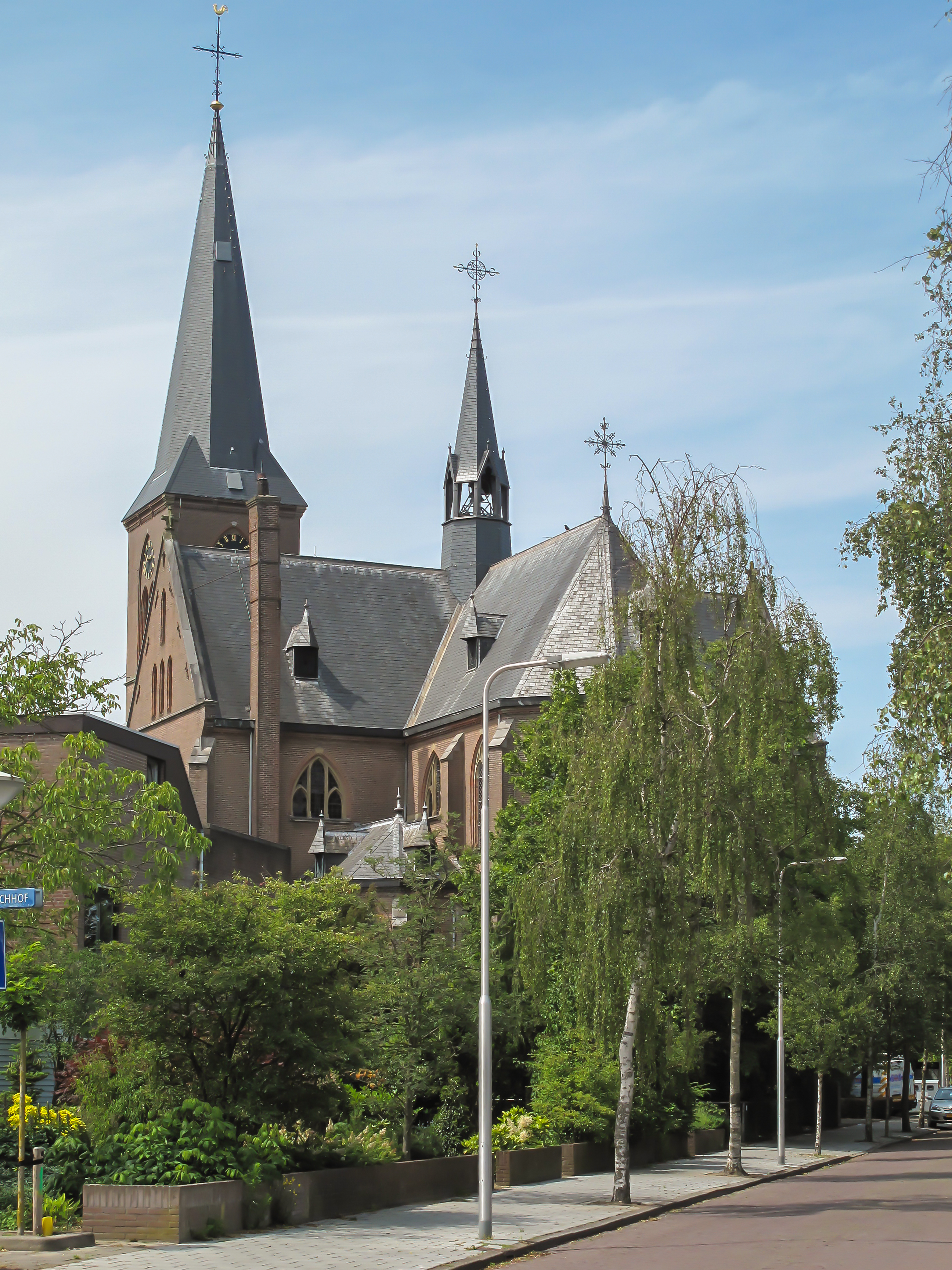
Driehuis : église de saint-Engelmond (missionnaire anglo-saxon venu convertir les Frisons).
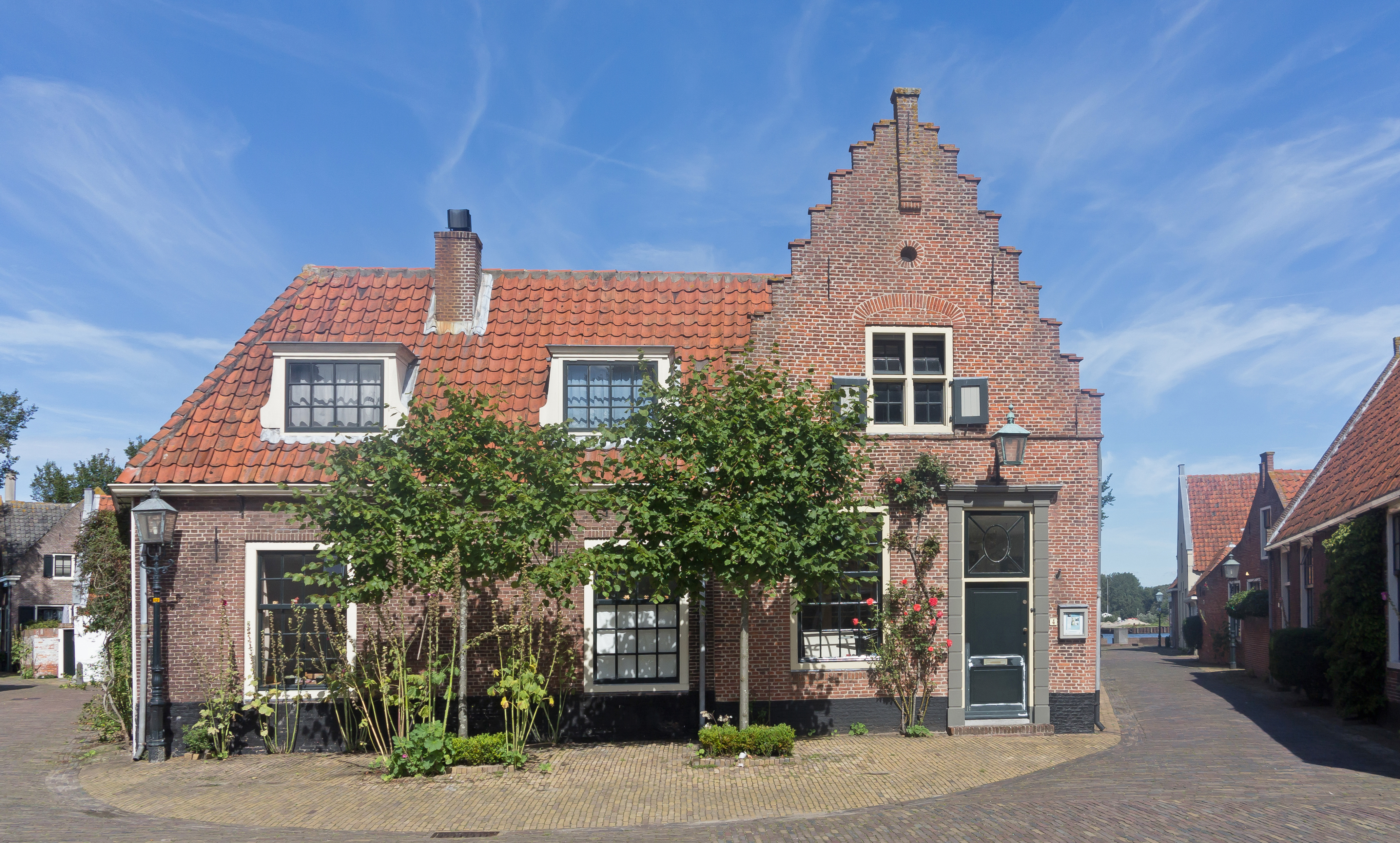
Velsen : maison de la Torenstraat classée monument historique.
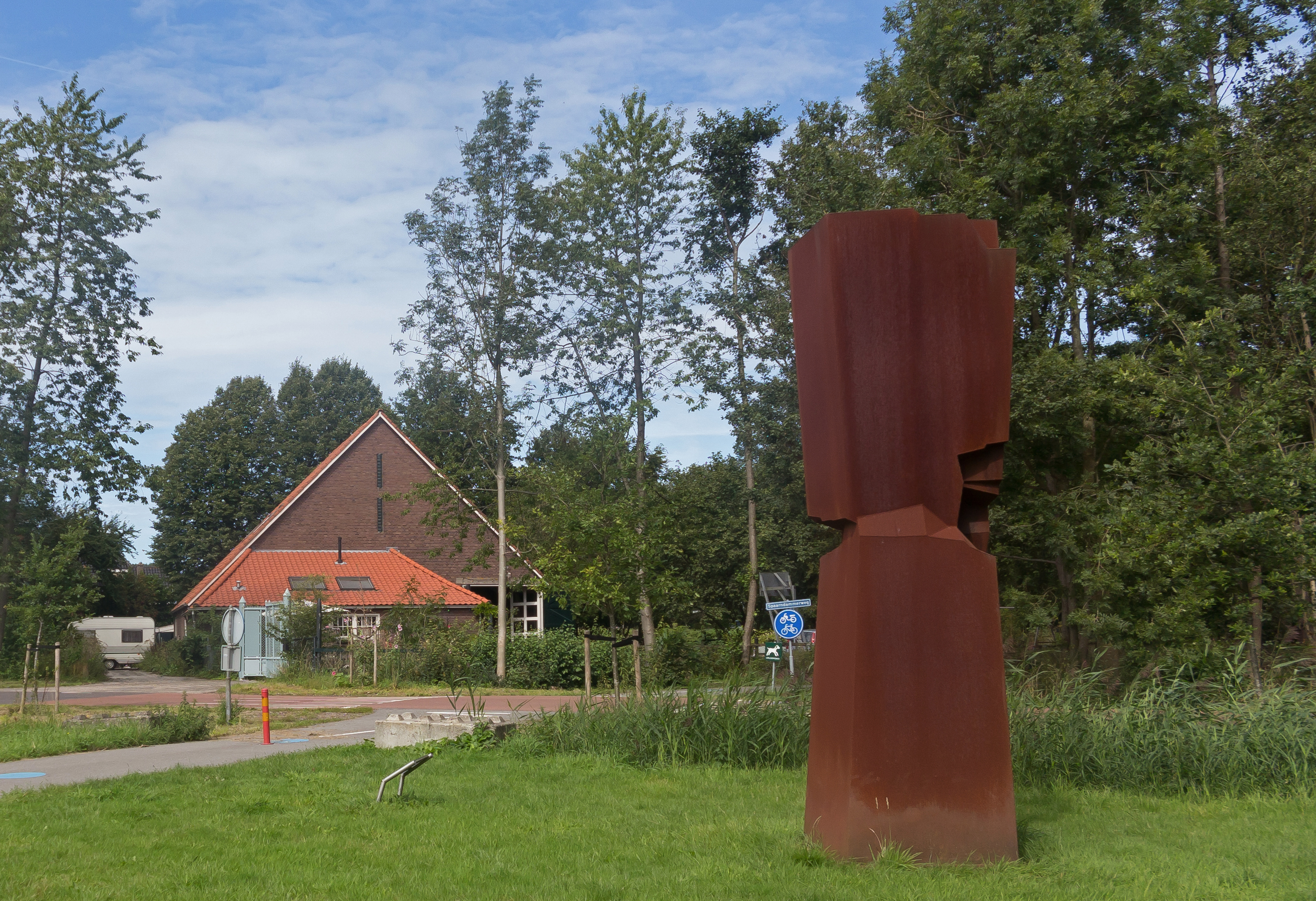
Zone de loisirs de Spaarnwoude : sculpture sans titre de Frans de Wit.
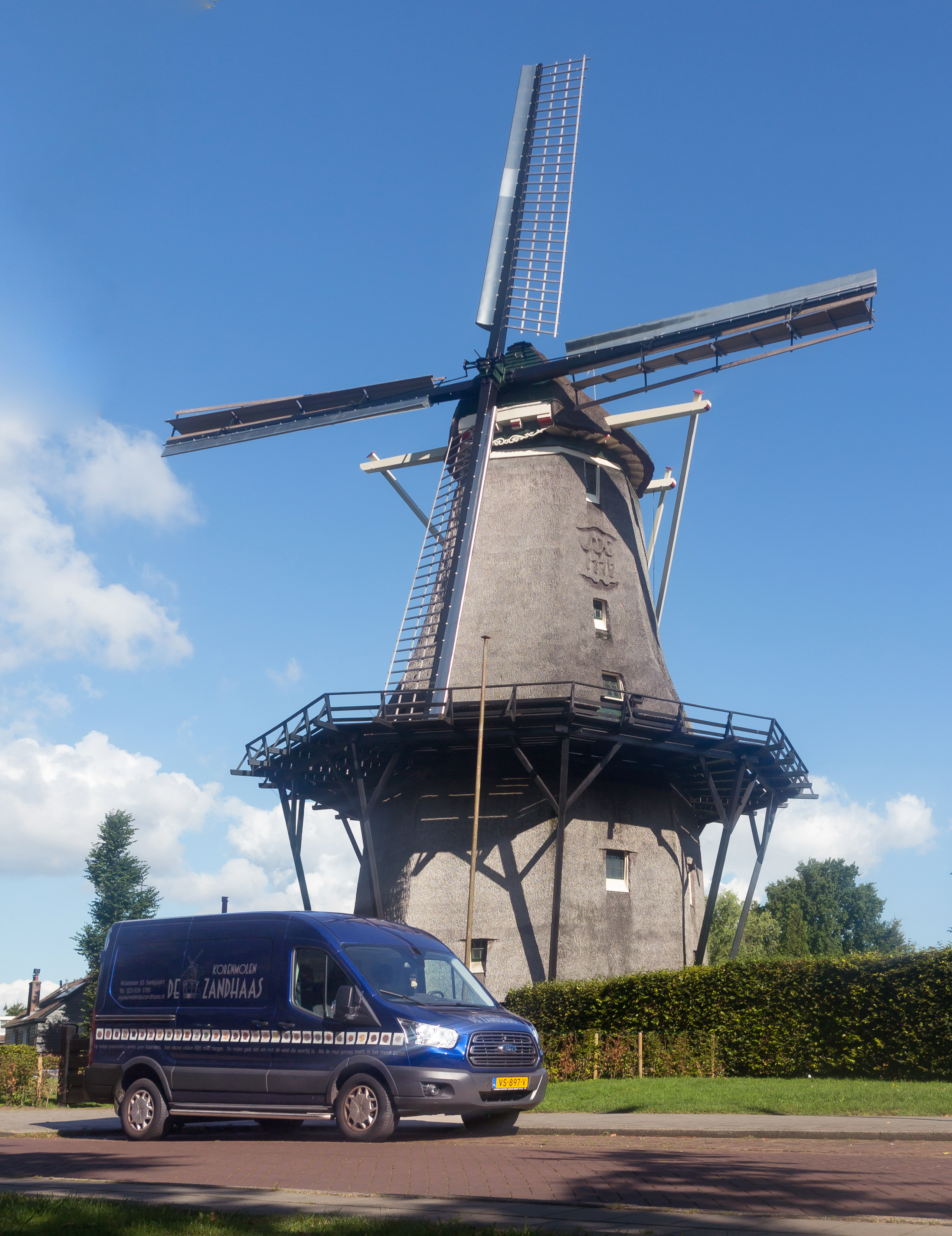
Moulin de Zandhaas à Santpoort.

## Histoire

### Préhistoire
Si des chasseurs-cueilleurs-pêcheurs à pied préhistoriques ont parcouru Velsen, les sables n'en ont pas gardé trace. Pas non plus de vestiges des débuts de l'agriculture : les plus anciennes traces archéologiques remontent à l'antiquité.

### Antiquité
Deux castrae romains, ainsi qu'un port défendable avec des quais en bois, des jetées et même des abris à navires rectangulaires sont construits à partir de 15-28 apr. J.-C. puis vers 39/40-47 apr. J.-C. respectivement, sur l'ancien Oer-IJ à l'emplacement actuel du Spaarnwouderpolder (sur le canal de la mer du Nord entre le Velsertunnel (nl) et le Wijkertunnel (nl), à proximité de l'entreprise de traitement des déchets). Cet ensemble de fortifications portuaires (connues en archéologie sous le nom de castella Velsen I et II) étaient peut-être toutes deux appelées Flevum. En 2011, le premier site était entièrement fouillé, le second en cours.
Lors de la révolte frisonne contre les impôts excessifs du gouverneur Olennius (nl) en 28 apr. J.-C., Velsen I a été assiégé par les Frisons. Velsen II a été construit au cours de nouvelles campagnes romaines. L'un d'eux a été abandonné sur ordre de l'empereur Claude vers 47 apr. J.-C. Des tessons noirs de poterie décorée ont été trouvés, que le professeur Bosman a attribués aux Chauques. Les découvertes effectuées sur Velsen I, telles que les projectiles de frondes romaines en plomb, confirment la bataille. Le professeur Bosman a également signalé une autre découverte de pierre de fronde ailleurs en Hollande-Septentrionale. De petites objets militaires (y compris des plaques d'armure en bronze et des décorations de harnais de cheval) et des artefacts romains ont également été trouvés lors de la construction du Velsertunnel, ainsi que des fragments de terra sigillata provenant des douves de la ruine de Brederode à Santpoort. Une découverte importante du fort Velsen I est un puits dans lequel plusieurs corps, dont celui d'un officier romain avec un poignard, avaient été jetés et recouvert d'un tas de rochers. Le fait que des pièces d'armes richement décorées soient encore présentes sur le squelette semble indiquer un « enterrement » hâtif par les Romains eux-mêmes; les ennemis frisons, s'ils les avaient trouvés, les auraient emportés avec eux. Un autre puits découvert, contenait un squelette de cheval, ce qui peut indiquer un empoisonnement délibéré de cette source d'eau potable. Cette technique d'empoisonnement de l'eau dans ce cas précis, est également mentionnée par l'historien romain Tacite. Un traitement similaire et des carcasses d'animaux, ont également été trouvées en Allemagne dans un autre fort romain de l'époque du général Drusus. L'abandon définitif du site a suivi de près.
Les deux ports militaires sont les points de défense stratégiques les plus septentrionaux connus du limes dit romain. Il n'est pas possible qu'à l'endroit où l'Oer-IJ se jette dans la mer du Nord (près de Castricum), les Romains aient également eu une place fortifiée dans le but d'empêcher les Chauques, souvent pirates, d'utiliser cette route de navigation intérieure, car ce passage était déjà envasé avant leur arrivée, comme le montrent les recherches géologiques dans les dunes près de Schoorl. A quelques centaines de mètres au nord-est de la nouvelle station de pompage (près du domaine Westerhout du XVIIe siècle), en janvier 1979, Sandra Vons-Comis du AWN-Werkgroep Hoogovens, a trouvé sous une couche d'humus de 10 cm d'épaisseur, deux tranchées de l'époque romaine. Au fond de l'un des fossés se trouvait un tesson indigène (« frison »). Sur le « site B6 » sur le Hofgeest à Velserbroek, une bande de sable entourée d'une tourbière marécageuse est considérée comme un lieu de sacrifice, et a livré des artefacts romains tels que des pièces de monnaie, des armes et des fibules.
Des champs avec des éléments de l'époque romaine et médiévale (peigne, monnaie, bâtiment avec foyer du début du IXe siècle) se trouvaient également à proximité du siège du site industriel de Tata Steel (anciennement Hoogovens et Corus). À l'ancienne Halte Zeeweg à IJmuiden, une poterie germanique/frisonne (Westergo), façonnée à la main datant du Ier siècle apr. J.-C. a été retrouvée. Un petit canal du IIe siècle apr. J.-C. fut découvert sur l'ancien site de Hoogovens : il contenait de nombreux faisceaux de branches déposés sur le fond, éventuellement pour ajuster la vitesse d'écoulement et/ou le niveau d'eau. Sur la IJmuider Lagerstraat (le site de l'ancienne école Theo Thijssen), la société Hollandia Archeologen a trouvé dans les strates du sol, entre autres, des traces et des fossés d'une ferme probablement frisonne, des morceaux de meule, environ 450 tessons de poteries réalisées à la main, de la poterie indigène légèrement cuite et des os d'animaux. Des traces romaines indigènes ont également été trouvées dans l'environnement, par exemple au coin d'Alkmaarseweg-Grote Houtweg à Beverwijk.

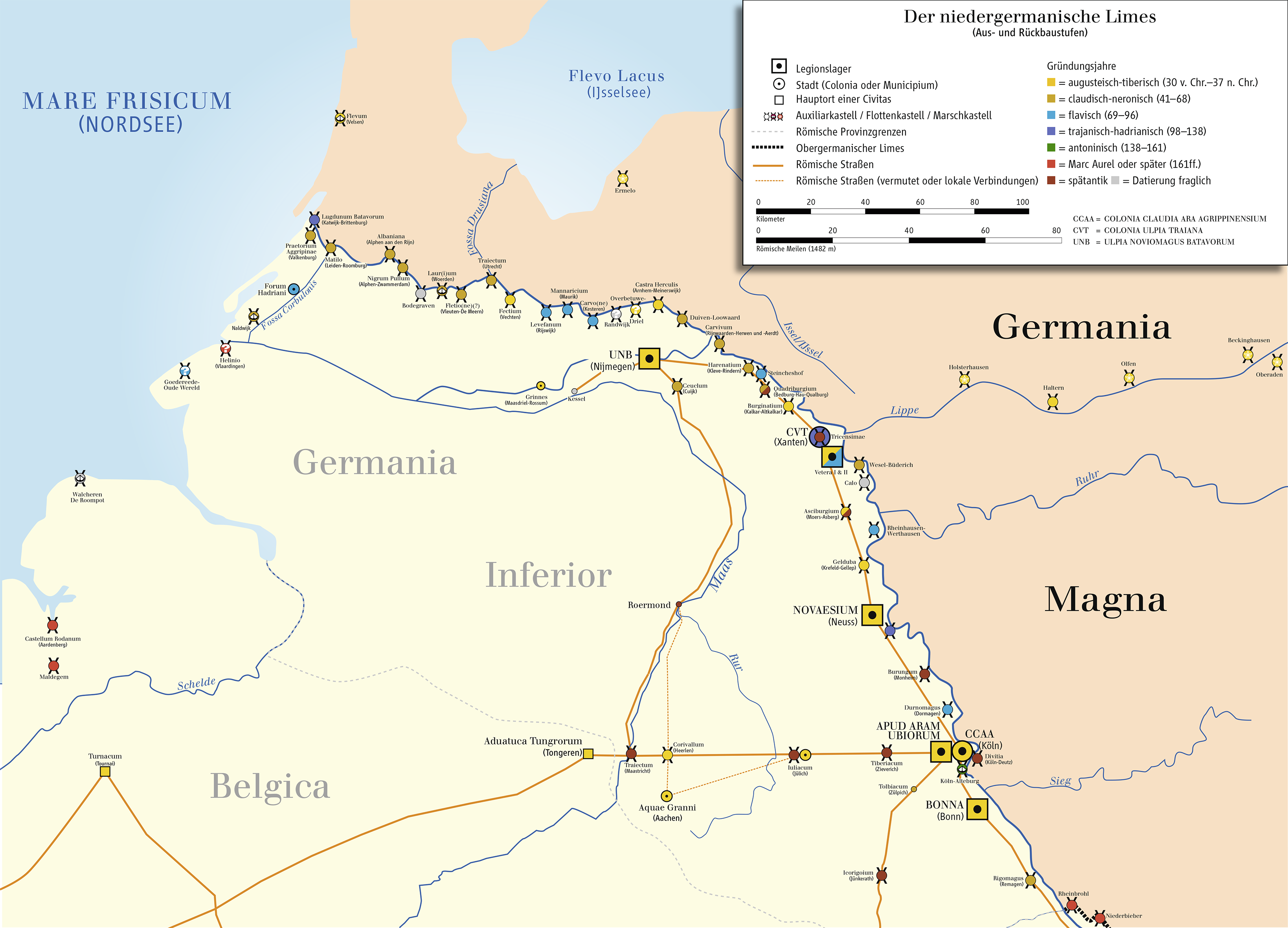
Carte du limes avec les implantations romaines connues dont Flevus situé le plus au Nord près de la côte ouest.

### Moyen Âge
Le traité de Verdun (843) donne Velsen à la Francie médiane, incluse dans la Lotharingie en 855. Elle devient ensuite un fief du comté de Hollande, compris dans le Saint-Empire romain germanique de 925 à 1430. Velsen est ensuite rattachée aux Pays-Bas bourguignons de 1430 à 1482 (héritage forcé de Jacqueline de Bavière au profit de Philippe le Bon) avant d'être intégrée aux Pays-Bas espagnols lorsque Charles Quint hérite successivement de son père 1506 et de ses grands-parents maternels (1504 et 1516) et ceci jusqu'à l'indépendance des Provinces-Unies (actuels Pays-Bas) en 1648.

### Ère moderne
Le village de Velsen était surtout connu aux XVIIe et XVIIIe siècles pour ses vergers, notamment les vergers de cerisiers. Dans les environs de Velsen, divers domaines ont été construits le long des rives du Wijkermeer (nl) par de riches amstellodamois. Beeckestijn (nl), qui a été restauré dans son état d'origine, en est un bel exemple, tout comme Waterland, le manoir de Velserbeek, et la Schoonehuys disparue à l'emplacement de l'actuel parc sportif Schooneberg et Westerhout.
Pendant l'occupation française, Velsen se trouve en République batave de 1795 à 1806, ensuite dans le royaume de Hollande de 1806 à 1810 et enfin dans l'Empire français de 1810 à 1813. Le congrès de Vienne acte la libération du pays en 1815.
Le canal de la Mer du Nord a été creusé dans les années 1970 pour le port d'Amsterdam. Le long du canal, IJmuiden, une ville portuaire et de pêche, est apparue à partir de la fin du XIXe siècle. Avant le creusement du canal, une zone continue de landes et de dunes s'y trouvait, connue sous le nom de Breesaap (« grand marécage »), un nom qui désigne encore le site des usines TATA Steel à Velsen-Noord.

## Personnalités nées à Velsen
- Joop Doderer (1921-2005), acteur
- Cornelis Vreeswijk (1937-1987), chanteur, poète et acteur
- Pim Fortuyn (1948-2002), homme politique
- Lieke Klaver (1998), athlète de 200 - 400 m

### Source de traduction
- (nl) Cet article est partiellement ou en totalité issu de l’article de Wikipédia en néerlandais intitulé « Velsen » (voir la liste des auteurs).